# Лоскорралес

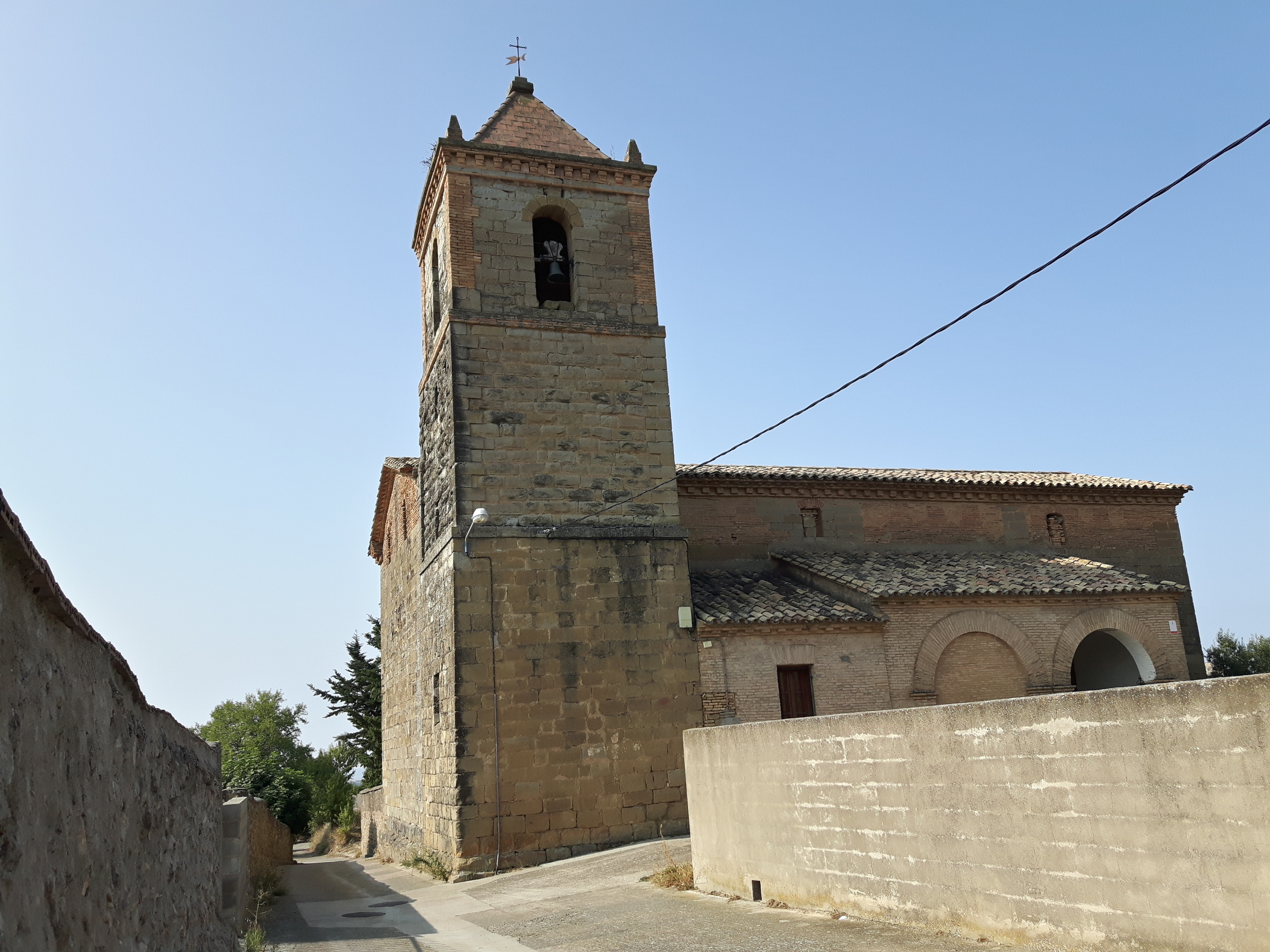

Лоскорралес (ісп. Loscorrales) — муніципалітет в Іспанії, у складі автономної спільноти Арагон, у провінції Уеска. Населення — 114 осіб (2009).
Муніципалітет розташований на відстані близько 330 км на північний схід від Мадрида, 22 км на північний захід від Уески.
На території муніципалітету розташовані такі населені пункти: (дані про населення за 2009 рік)
- Лоскорралес: 108 осіб
- Пуїпульїн: 0 осіб

## Демографія
Динаміка населення (INE ):

## Галерея зображень

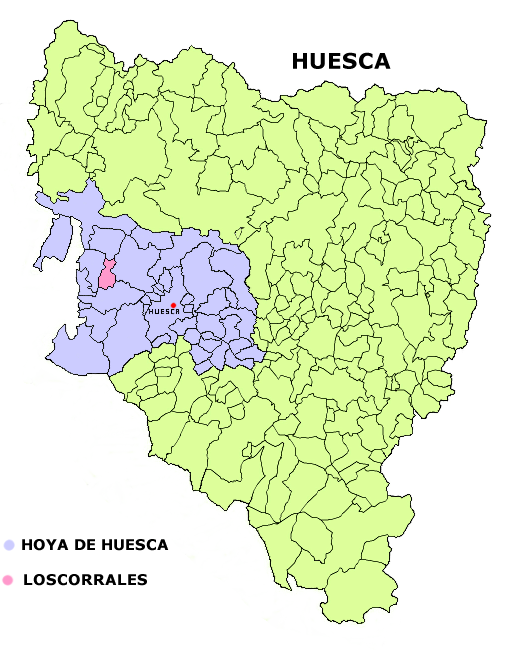
Розташування муніципалітету